# Барбара Леонард
Барбара Леонард (англ. Barbara Leonard; 9 січня 1908 — 2 липня 1971) — актриса США. Її найплідніший період акторської діяльності припав на 1930-ті роки, включаючи видатну головну роль у фільмі «Люди Півночі» (1930).

## Фільмографія
- 1929 — Дзижчання бджіл / The Bees' Buzz
- 1930 — Одна романтична ніч / One Romantic Night
- 1932 — Одна година з тобою / One Hour with You
- 1936 — Білий ангел / The White Angel